# LW-01
LW-01 of Luchtwaarschuwingsradar 01 was een tweedimensionale, relatief grote radar geproduceerd door Hollandse Signaalapparaten in de jaren '50 van de 20e eeuw. De radar werd voornamelijk op land en zee gebruikt. Het werd gebruikt om inkomende projectielen en militaire luchtvaartuigen te spotten. Omdat de radar de hoogte van vliegtuigen niet kon aflezen, werd het vaak gepaard met hoogteradars zoals de VI-01.

## Specificaties
- Maximale hoogte: 30480 m[2]
- Minimale hoogte: 0 m[2]
- Maximaal bereik: 259,3 km[2]
- Minimaal bereik: 700 m[2]